# Teresa Dowgiałło

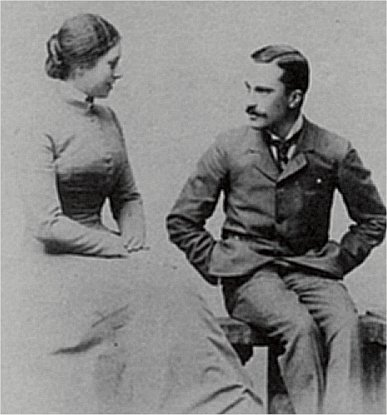
Eheleute Teresa und Tomasz Zan

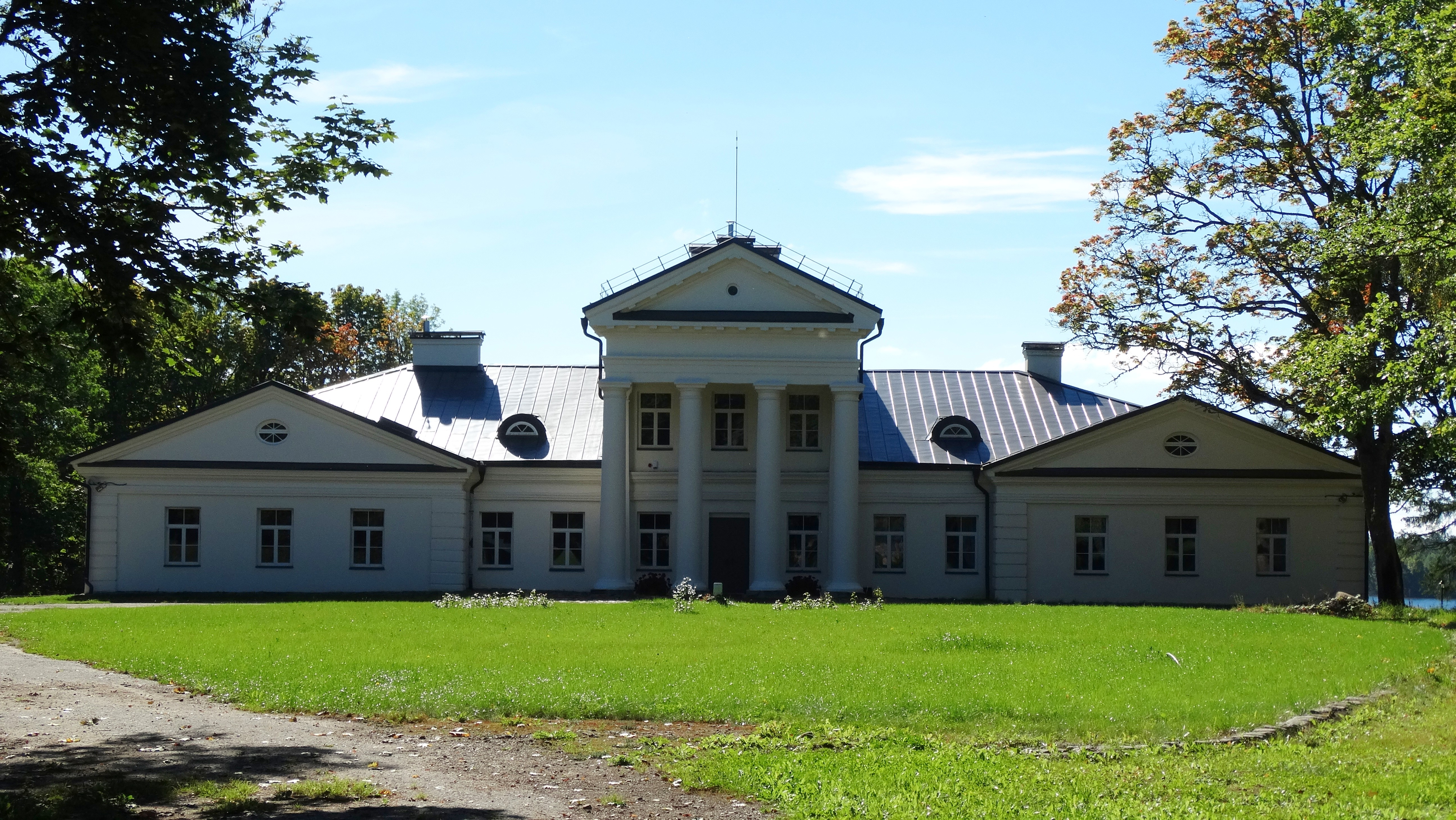
Herrenhaus Dūkšto dvaras (2016)

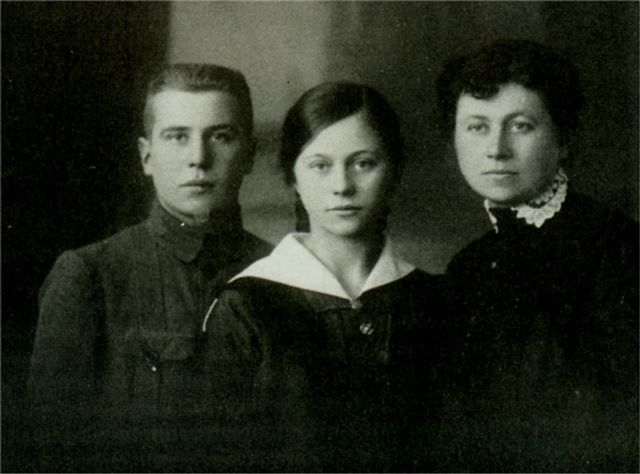
Teresa (rechts) mit ihren Kindern Tomasz und Helena

Teresa Helena Maria Dowgiałło, seit 1901 Teresa Zan, (* 20. November 1884 in Griškiškė; † 19. Februar 1945 im KZ Ravensbrück) war eine polnische Widerstandskämpferin.

## Leben
Teresa Maria Dowgiałło war eine Tochter der polnischen Adligen Kazimierz Przemysław Dowgiałły (1854–1893) und Antonina Justyna, geborene Biegańska (* 1859). Sie heiratete 1901 Tomasz Zan (1876–1950), Besitzer des Landgutes Dūkšto dvaras in der heutigen litauischen Rajongemeinde Ignalina, einen Enkel des polnischen Dichters Tomasz Zan (1796–1855). Aus der Ehe gingen der Sohn Tomasz (1902–1989) und die Aktivistin und Schriftstellerin Helena (1904–1996) hervor. 
Dowgiałło genoss eine sorgfältige Erziehung und Bildung, sprach mehrere Sprachen und spielte Klavier, war patriotisch gesinnt und sozial engagiert. Während des Weltkrieges war sie 1917 Krankenschwester im Ersten Polnischen Korps. Unter dem Pseudonym „Mszaryna“ war sie als Kommandeurin des Bezirks Zarzecze über 72 Kommilitoninnen in der polnischen Militärorganisation aktiv. Für diese Tätigkeit wurde sie 1922 mit dem Virtuti Militari-Kreuz V. Klasse und 1933 mit dem Unabhängigkeitskreuz mit Schwertern ausgezeichnet. Bis 1931 leitete das Familiengut Dūkšto dvaras.
Nach dem Überfall auf Polen schloss sie sich unter dem Pseudonym „Anna“ der  Heimatarmee an. Im November 1941 wurde sie von der Gestapo verhaftet und im berüchtigten Warschauer Gefängnis Pawiak inhaftiert. Im Mai 1942 wurde sie nach Ravensbrück verlegt, wo sie die Häftlingsnummer 11272 führte. Sie bemühte sich erfolgreich das Misstrauen zwischen den polnischen und russischen Mithäftlingen abzumildern und führte den Frauen das Epos Pan Tadeusz von Adam Mickiewicz vor, das sie auswendig beherrschte. 
Sie erlag schließlich noch vor der Befreiung einer Phlegmone-Erkrankung.